# 蓋德隆堡

蓋德隆堡平面設計圖

蓋德隆堡（法語：Guédelon，法語發音：[ʃɑto d(ə) ɡedlɔ̃]），是一項位於法國勃艮第特雷尼的實驗考古學復刻計畫。該復刻計畫以腓力二世四邊型中世城堡為藍本，並運用13世紀工法從零開始修築。城堡於1997年動工，預定於2023年完工。

城堡選址自然建築材料容易取得的皮赛地区圣索沃尔（Saint-Sauveur-en-Puisaye）東北5（3.1英里）處鄉郊，毗鄰蓋德隆大森林（木材）、廢棄石礦場（石材）和池塘（水源）。

## 世界觀與設定
時曆1229年，路易九世年紀尚幼，各地貴族紛紛叛亂割據、擁兵自重。低級貴族蓋德隆的吉尔贝·库尔特奈（Guilbert Courtenay）因英勇護國有功，獲攝政布蘭卡太后授予「皇家特許狀」，准許他建造屬於自己的城池，以表彰他對國王的忠誠。

## 圖片集

2000年起的建築進度紀錄
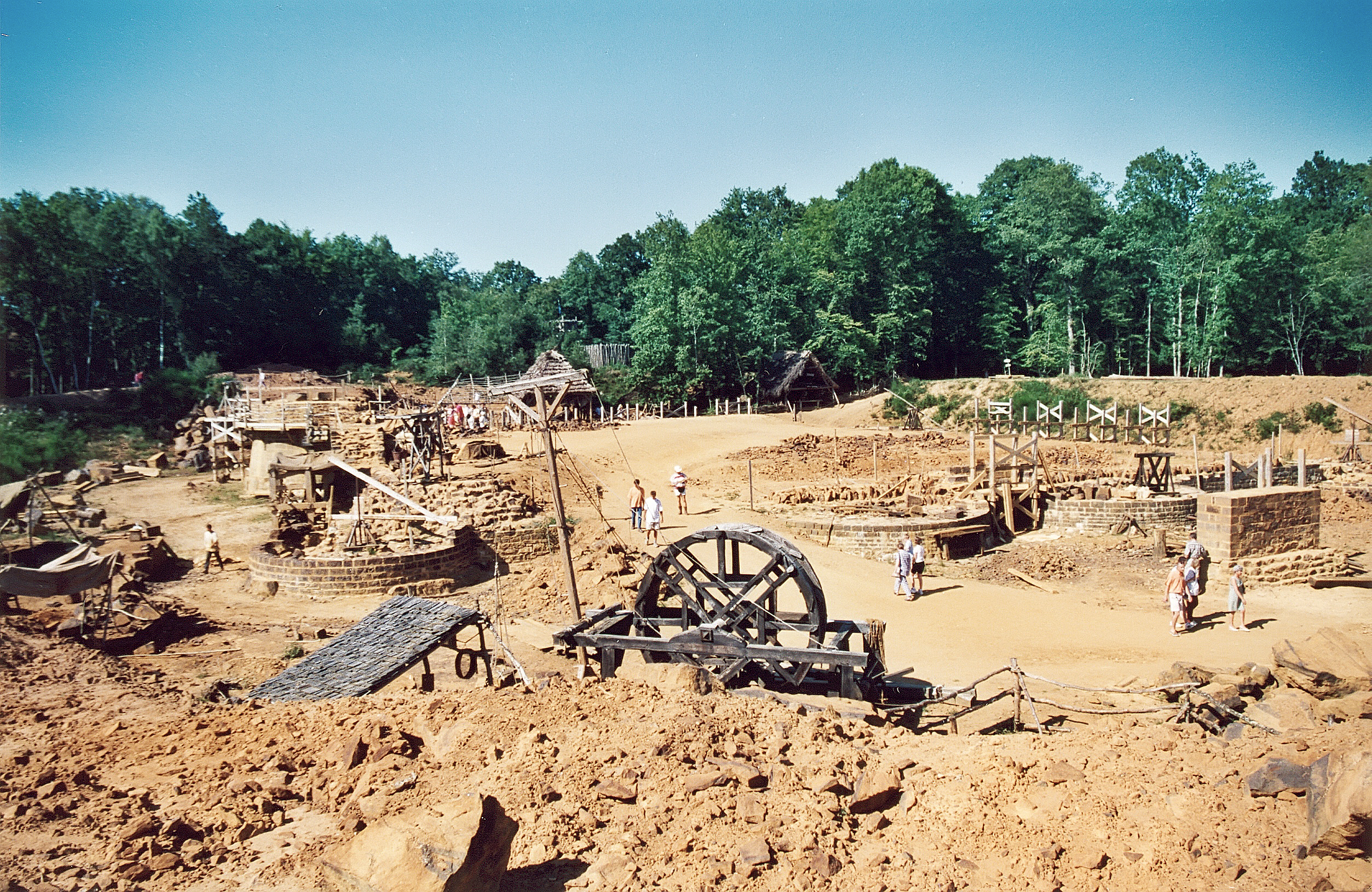
2000
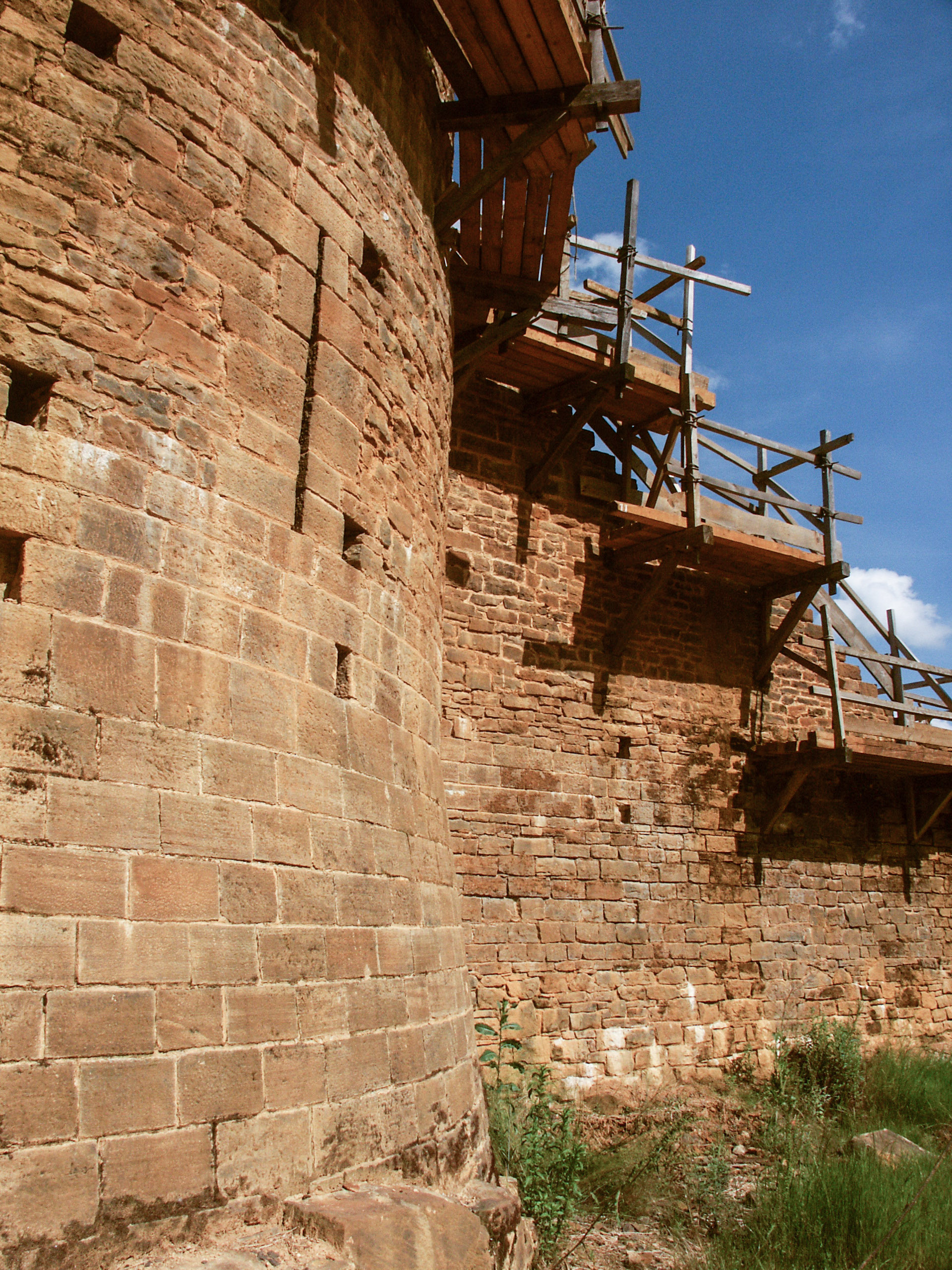
2004
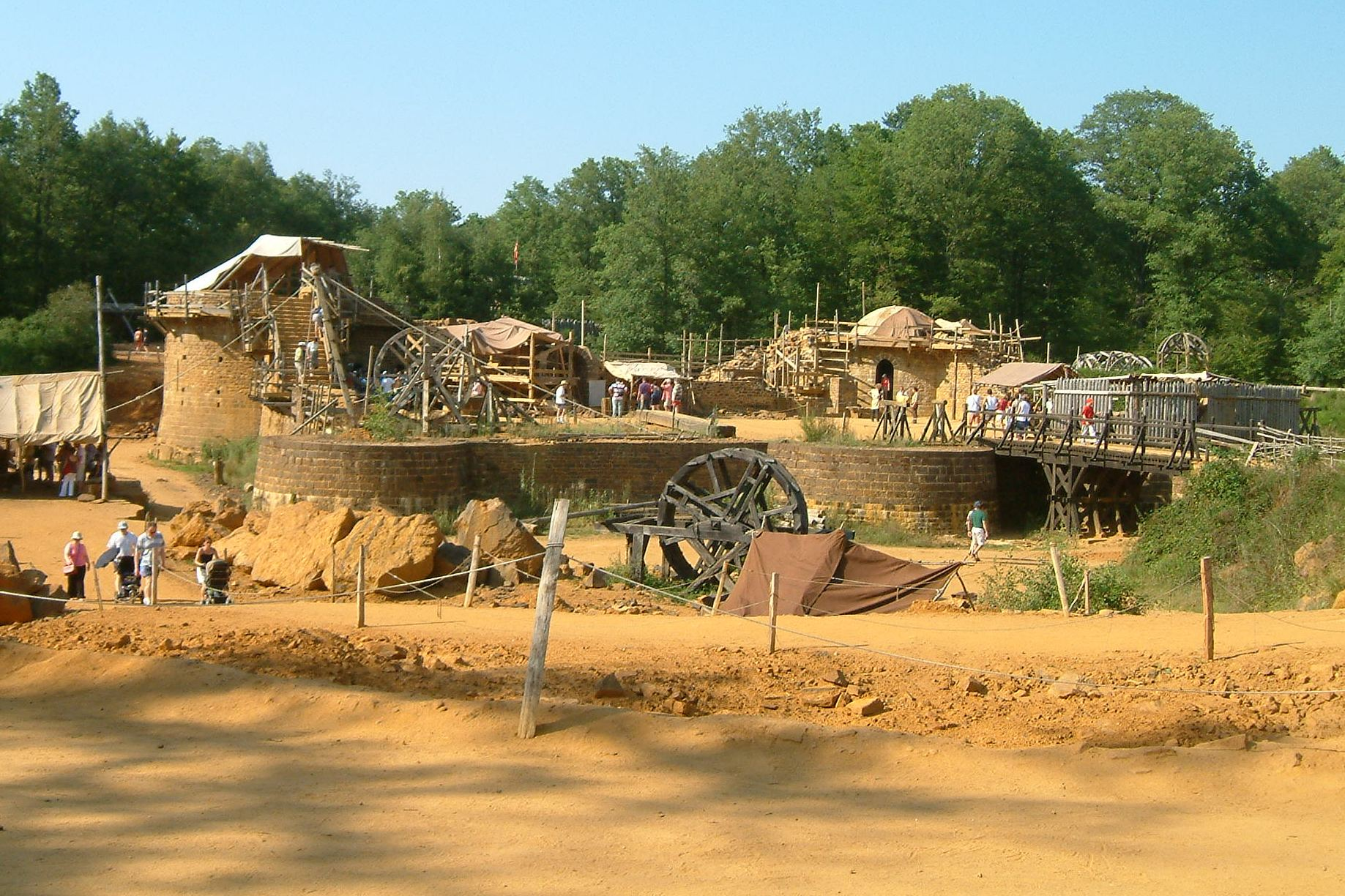
2005
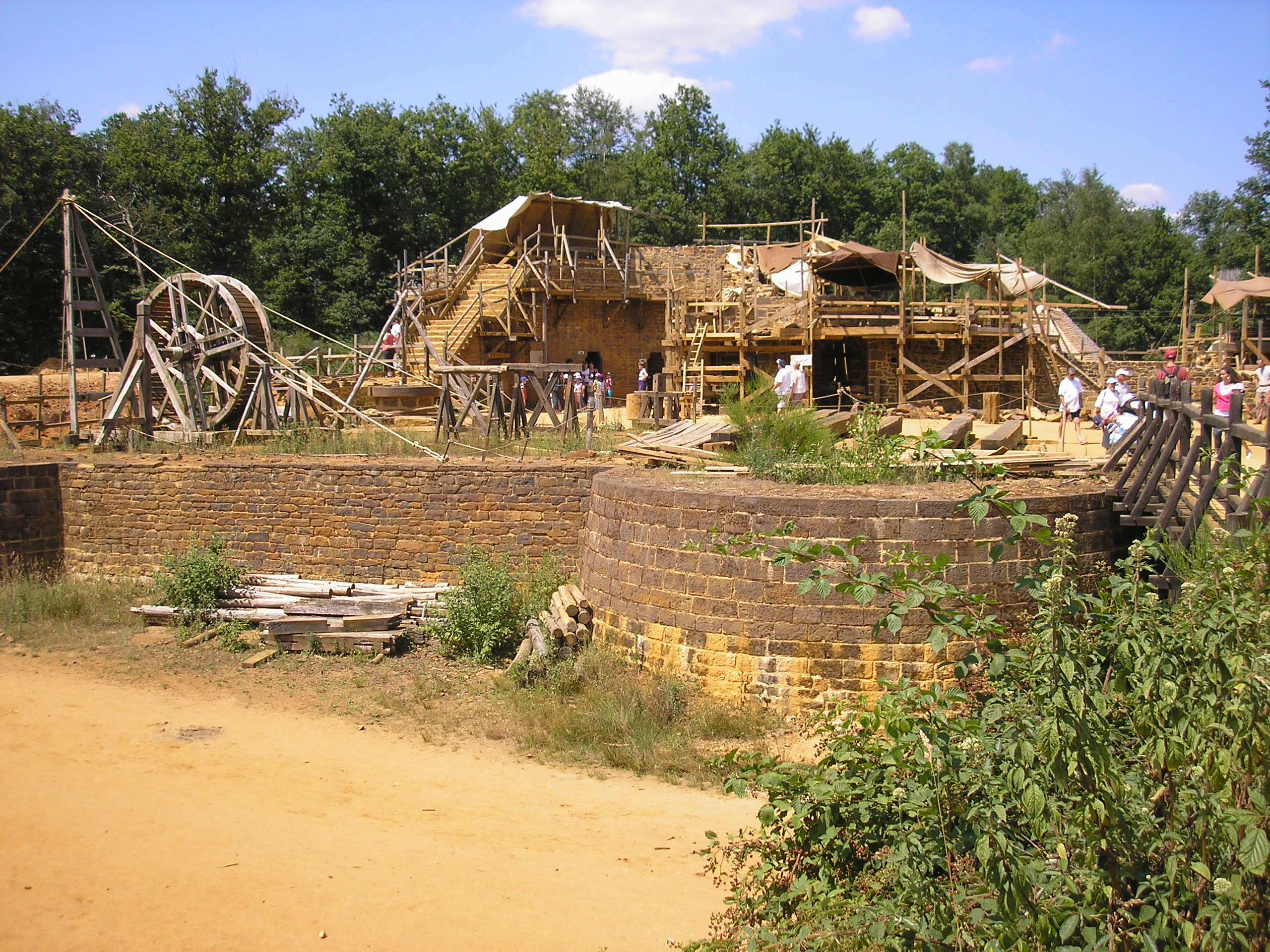
2006
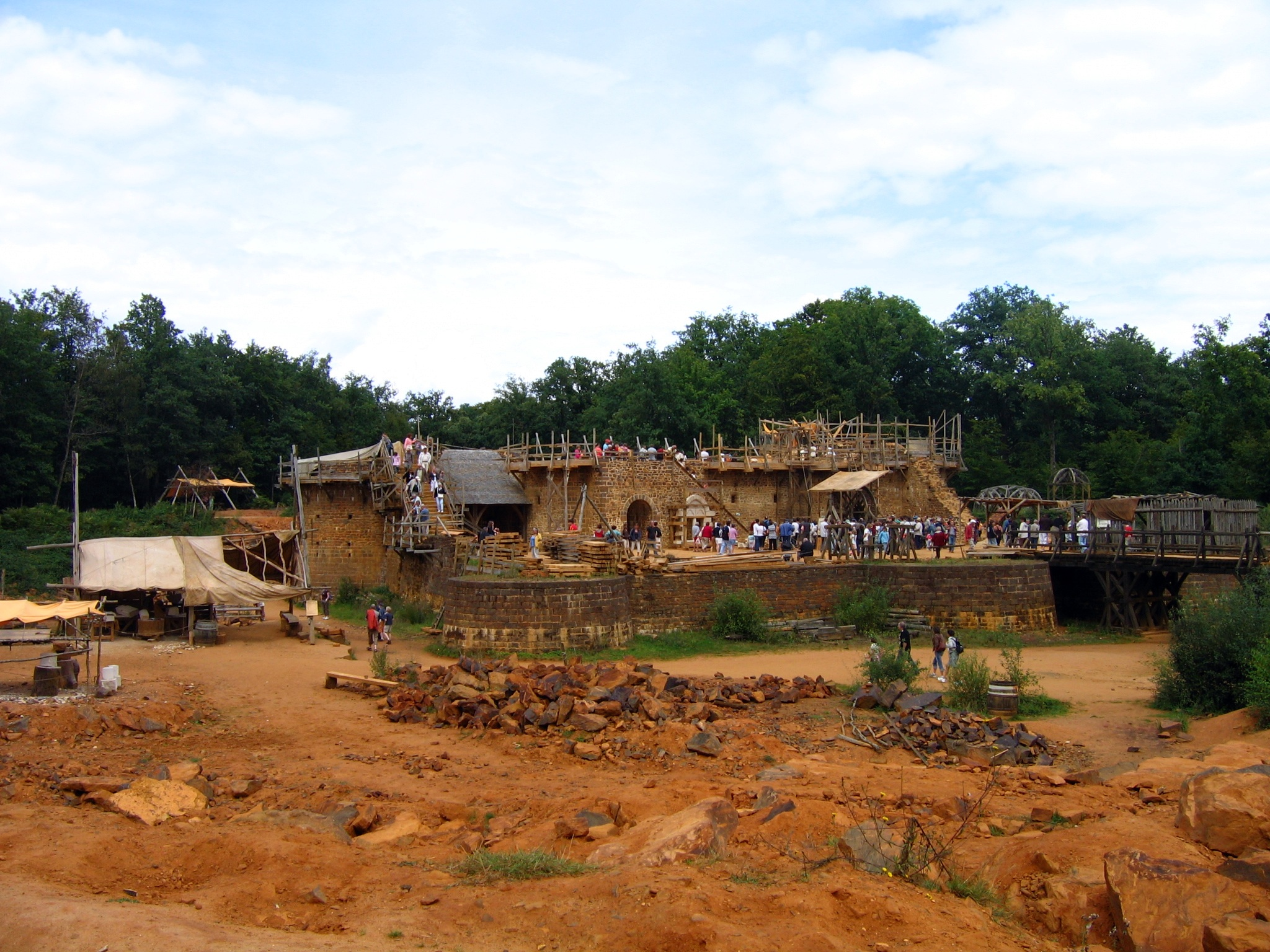
2007
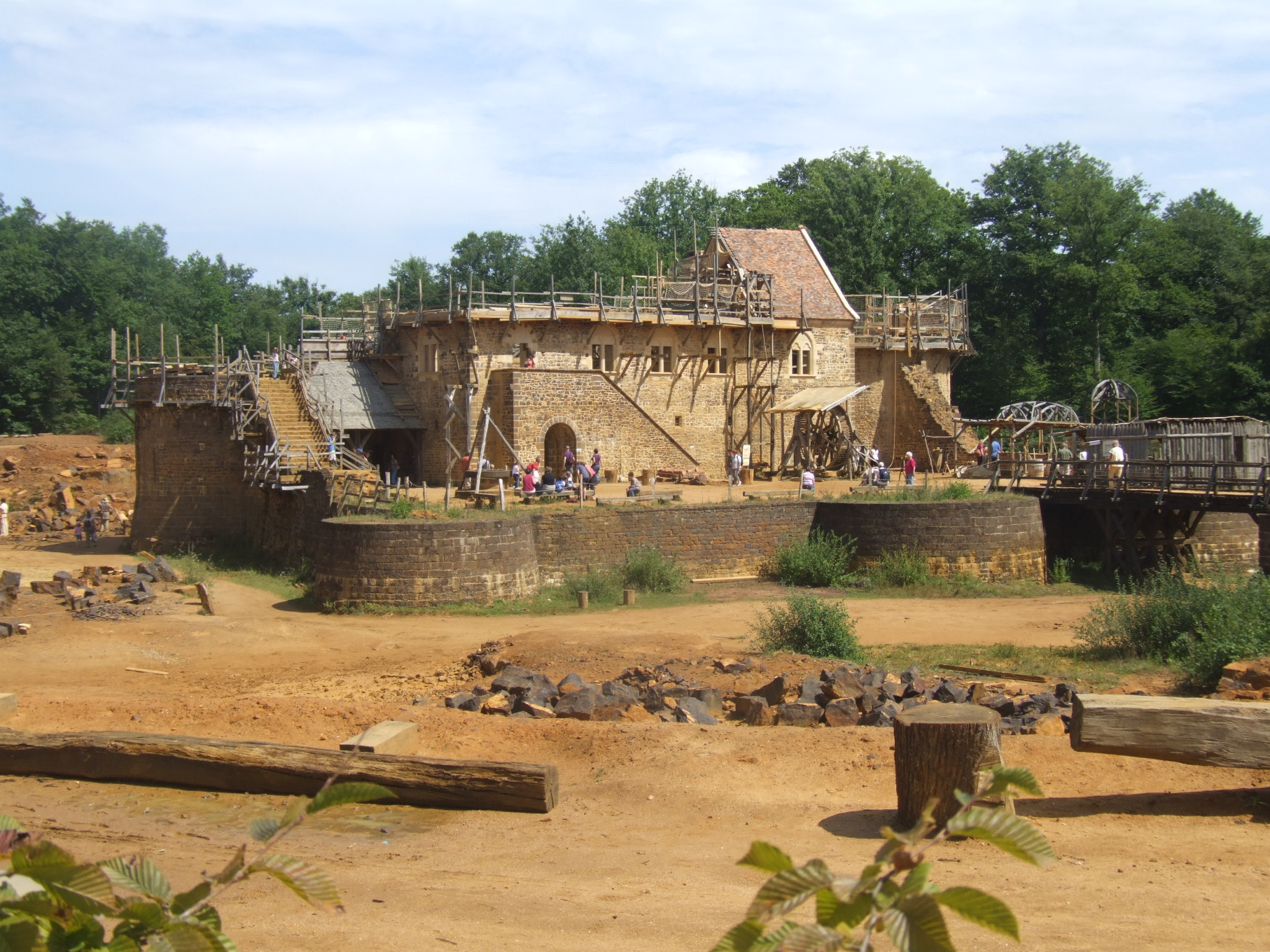
2009
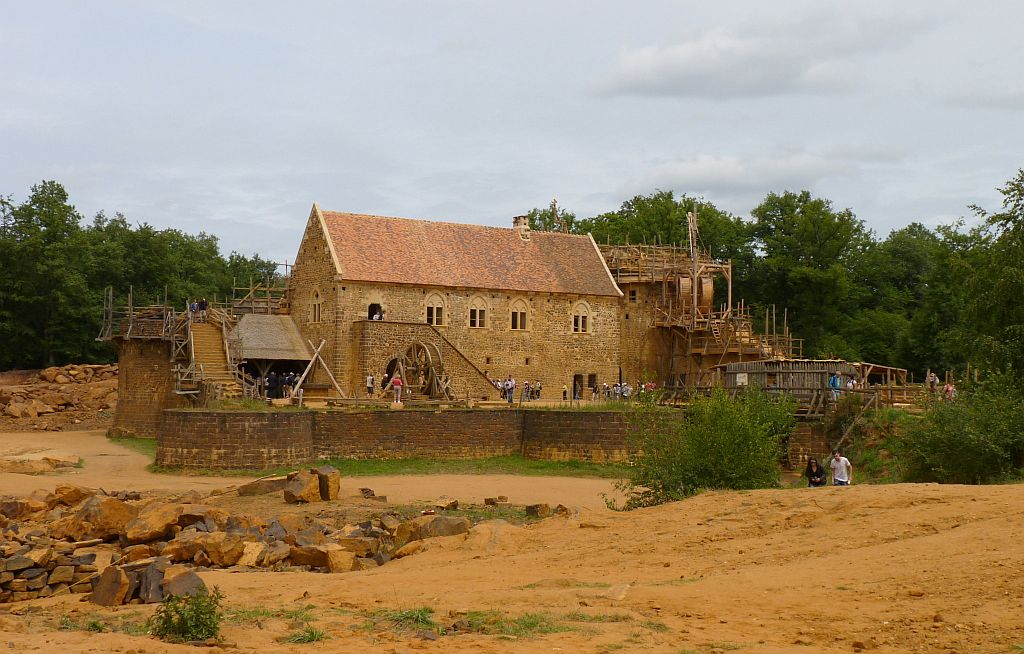
2011
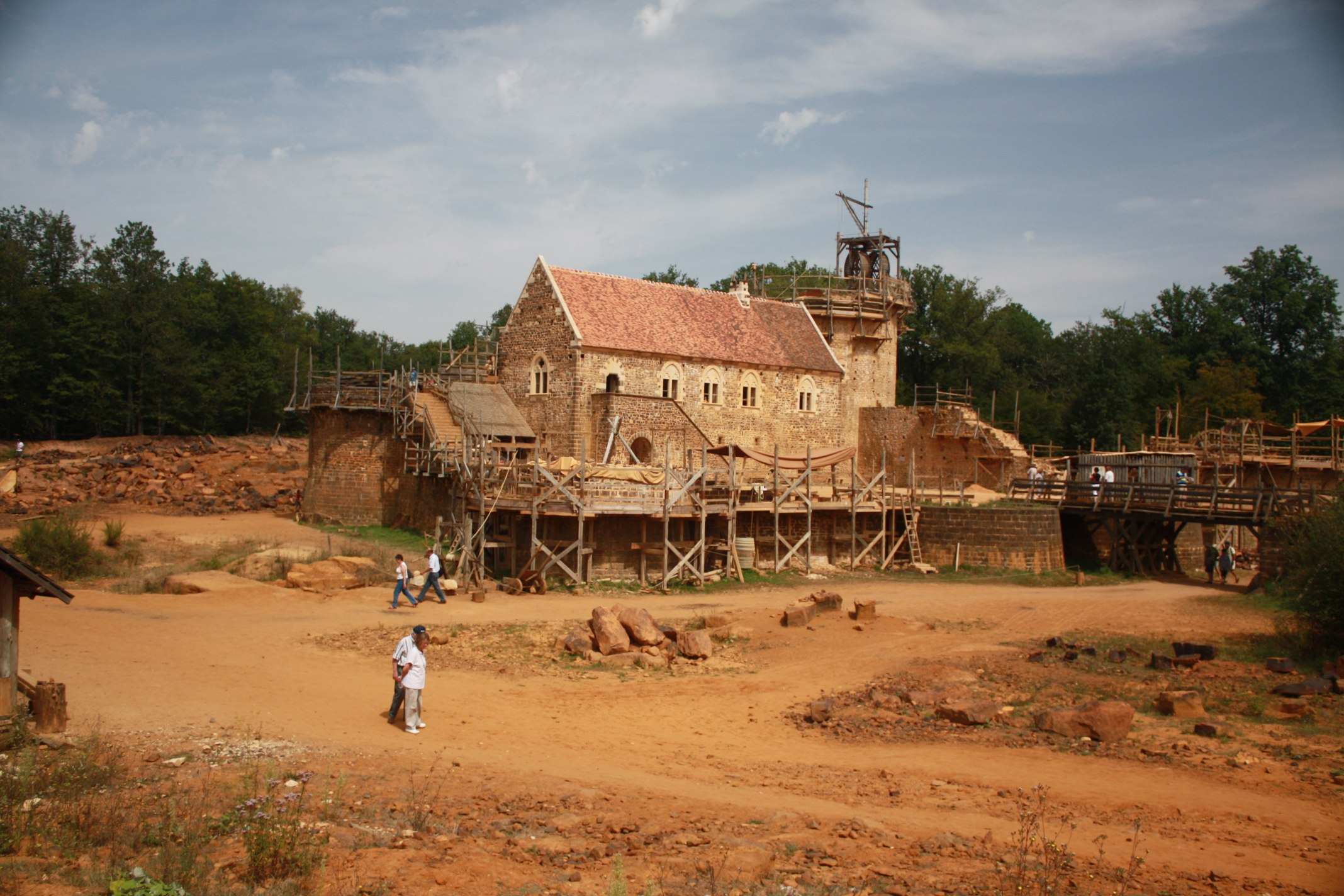
2012
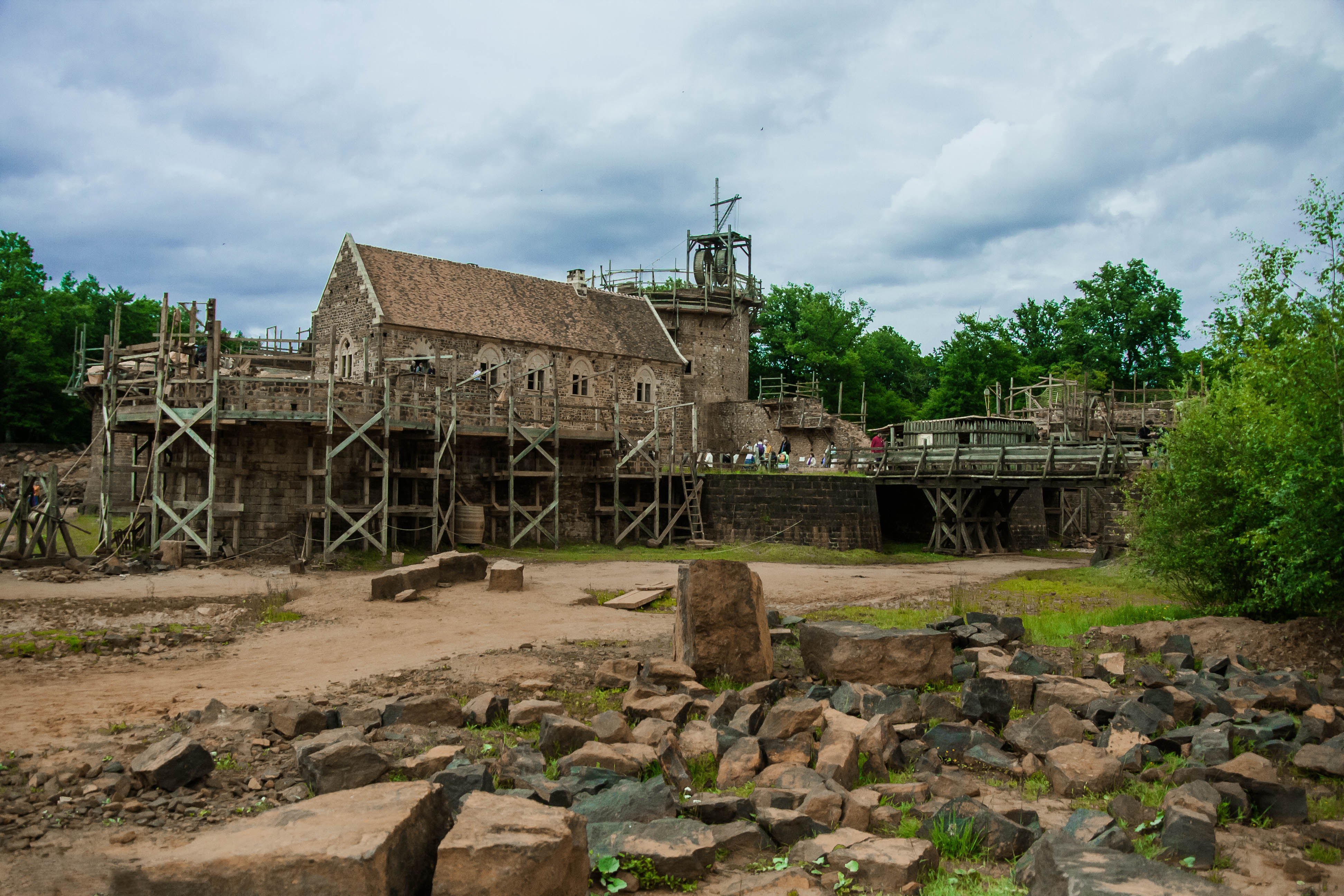
2013
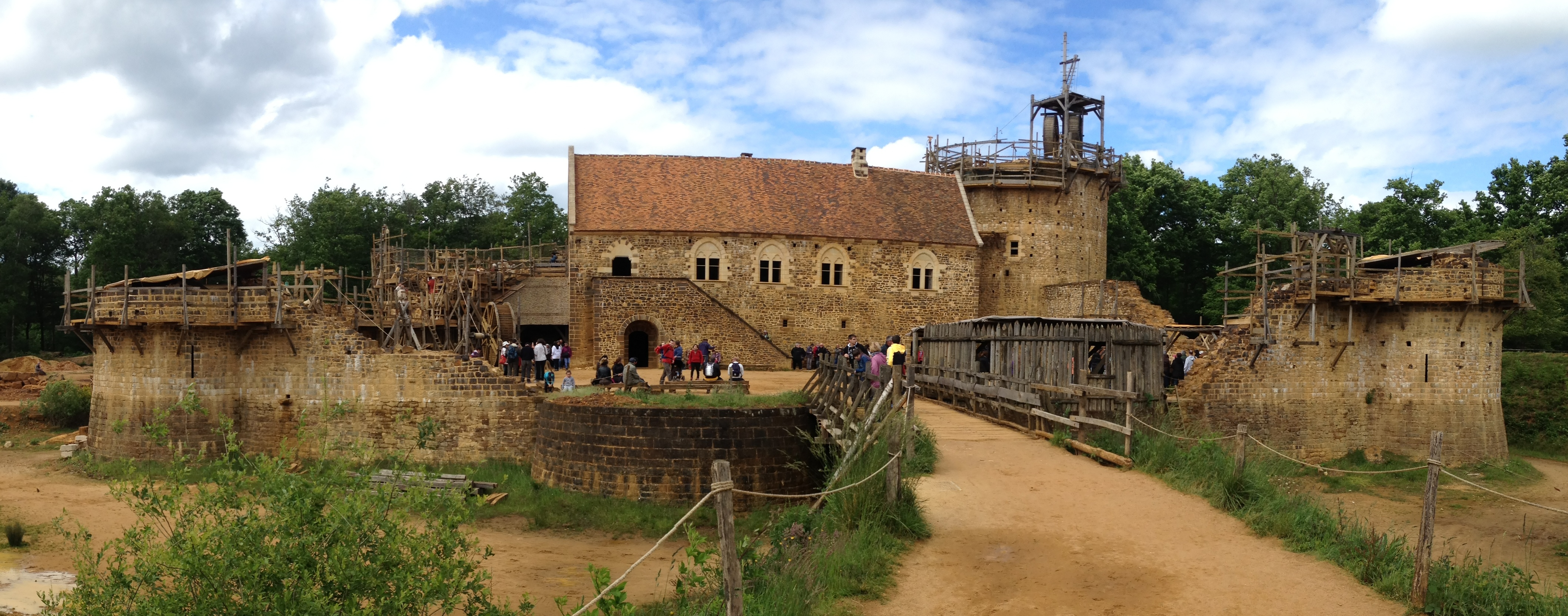
2014
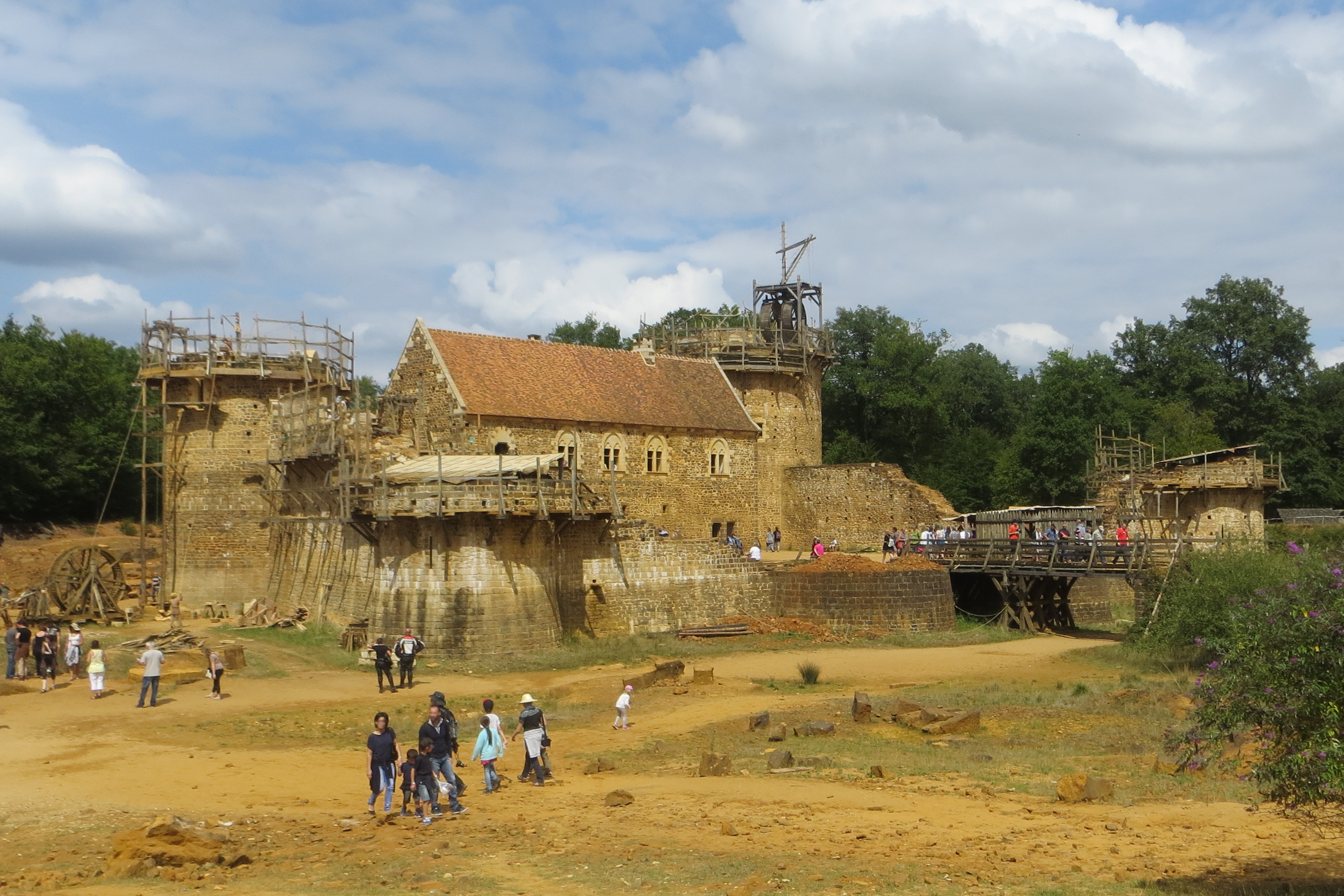
2015
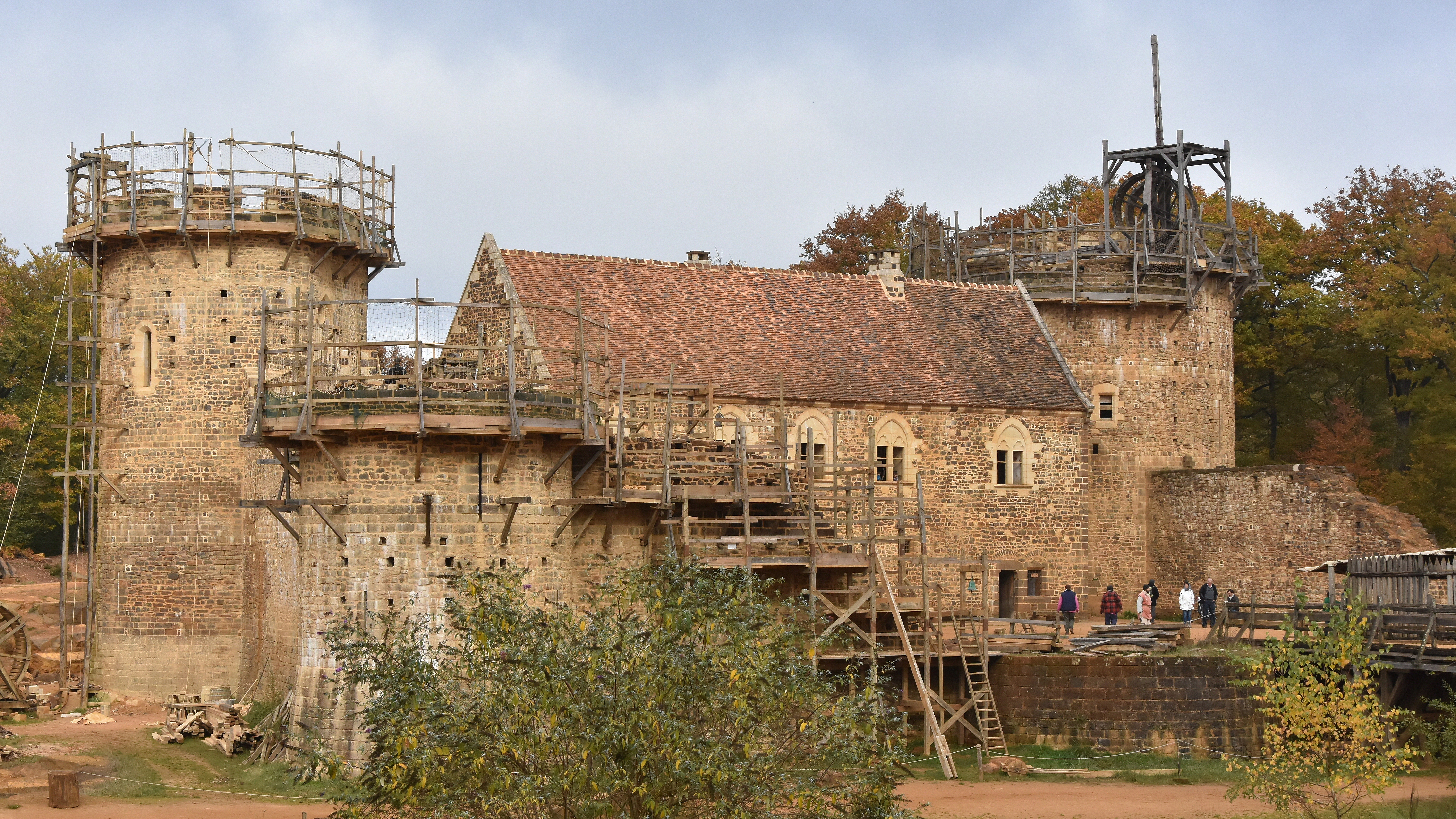
2016
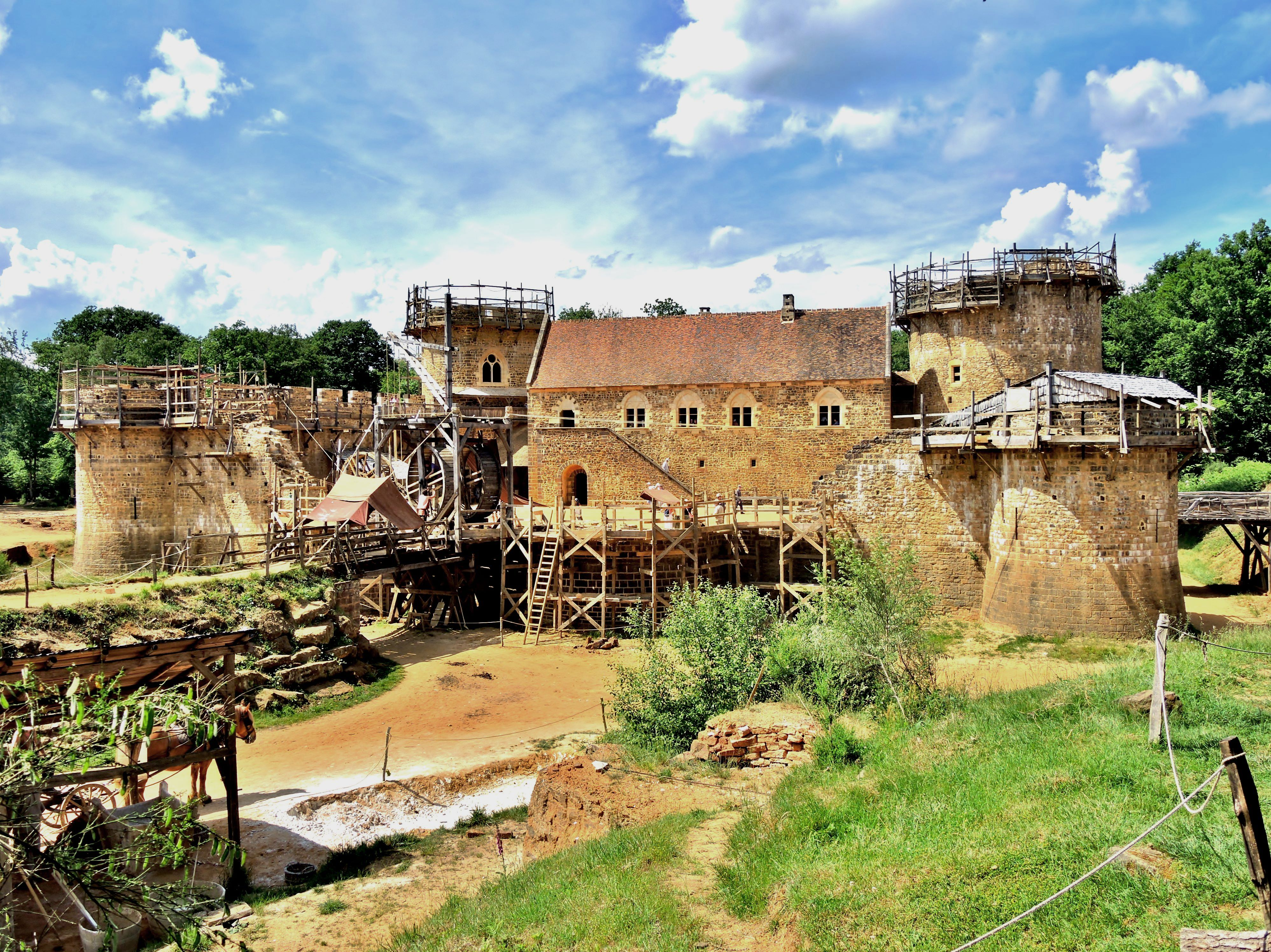
2017
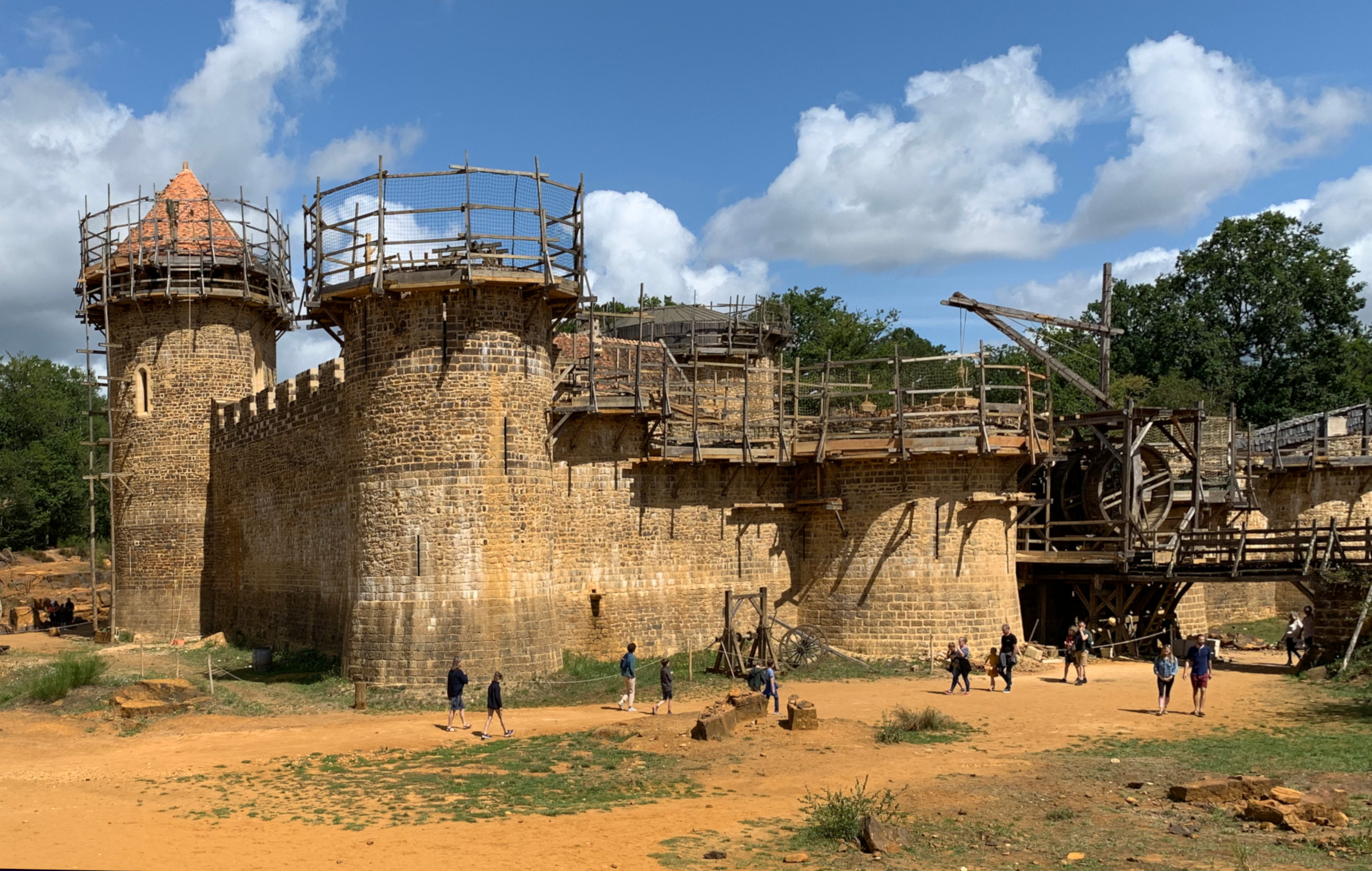
2019

## 外部連結
- 官方网站 （法文）（英文）（德文）（荷兰文）
- Secrets of the Castle （页面存档备份，存于）：BBC2取材拍攝的紀錄片（英文）

- 弗利薩赫堡 （页面存档备份，存于）：位於奧地利的同類型復刻計畫 （德文）